# John Corcoran

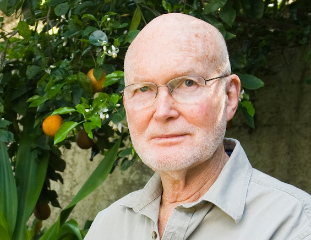
John Corcoran (2008)

John Corcoran (20. März 1937 in Baltimore – 8. Januar 2021) war ein US-amerikanischer Logiker und Philosoph. Er beschäftigte sich hauptsächlich mit dem Verhältnis zwischen Logik und Epistemologie sowie mit der Bedeutung von Beweistheorie und Modelltheorie in der Logik.
Seine Arbeit über Aristoteles’ Logik der Analytica priora hält sich genau an den Geist des griechischen Textes und den historischen Kontext. Sie ist Grundlage vieler weiterer Untersuchungen und wurde für die Übersetzung der Analytica Priora durch Robin Smith im Jahr 1989 verwendet.

## Ausbildung
Corcoran studierte von 1956 bis 1962 Ingenieurwissenschaften, Mathematik und Philosophie und erhielt 1963 einen PhD. in Philosophie mit der Arbeit Generative Structure of Two-valued Logics. Sein Betreuer war Robert McNaughton (ein Student von Willard Van Orman Quine). 1964 machte er ein Post-doc-Studium in Mathematik.

## Akademische Laufbahn
Von 1963 bis 1964 war er Mitglied der Linguistics Group am IBM Research Center. 1965 wurde er Assistant Professor der Linguistik an der University of Pennsylvania und schließlich 1970 Associate Professor of Philosophy an der University at Buffalo (SUNY). Seit 1973 ist er dort Professor der Philosophie.

## Kürzere Forschungsaufenthalte
- Visiting Professor of Logic, University of Santiago de Compostela 1994;
- Visiting Scholar, Linguistic Institute, University of Buffalo (SUNY) Oswego 1976;
- NSF (National Science Foundation) Seminar Project Director, Linguistic Institute, University of Buffalo 1971;
- Visiting Associate Professor of Philosophy and Research Associate, University of Michigan 1969–1970;
- Visiting Lecturer in Philosophy, University of California, Berkeley 1964–1965;
- Mathematician, General Electric Research Center 1962;
- Mathematician, Aeronca Astromechanics Institute, 1961;
- Junior Instructor in Philosophy, Johns Hopkins University 1960–1961.

## Forschungsprofil
Corcorans Arbeiten auf dem Gebiet der Geschichte der Logik behandeln die Mehrzahl der produktivsten Perioden der Disziplin. Er hat unter anderem über die folgenden Logiker gearbeitet: Aristoteles, die Stoiker, Wilhelm von Ockham, Giovanni Girolamo Saccheri, George Boole, Richard Dedekind, Gottlob Frege, Alfred Tarski und Willard Van Orman Quine.
Seine Interpretation aus dem Jahre 1972 der Analytica Priora des Aristoteles, die unabhängig von ihm gleichzeitig auch von Timothy Smiley vorgeschlagen wurde, wird als originalgetreuer als alle früheren Interpretationen angesehen; dies betrifft sowohl den griechischen Text als auch den historischen Kontext. Diese Arbeit stellt die Basis dar für spätere Forschungsarbeiten von Boger, Correia, Crivelli, Gasser, Martin, Mulhern, Scanlan, Smith und andere, und sie wurde von Robin Smith als Grundlage seiner Übersetzung der Analytica Priora verwendet.
Seine kritische Rekonstruktion von Booles Logiksystem aus dem Jahr 1847 brachte bis dahin unbeachtete Lücken und Fehler in Booles Werk zu Tage und machte die im Wesentlichen Aristotelische Basis von Booles Logikphilosophie deutlich. Ein Artikel aus dem Jahr 2003 liefert einen systematischen Vergleich und eine kritische Bewertung der Logiken von Aristoteles und Boole.
Corcorans Zusammenarbeit mit Alfred Tarski in den späten 70er und frühen 80er Jahren führten zu Veröffentlichungen über Tarskis Arbeiten und zu dem Artikel Notes on the Founding of Logics and Metalogic: Aristotle, Boole, and Tarski aus dem Jahre 2007, der Spuren der Ideen von Aristoteles und Boole in Tarskis Werk verfolgt und in dem Tarskis Status als einer der Gründerväter der Logik bestätigt wird – auf einer Stufe mit Aristoteles und Boole.

## Die Arbeiten
John Corcorans Arbeiten über Philosophie der Logik konzentrieren sich auf das Wesen der Logik, die konzeptionelle Struktur der Logik, die metaphysischen und epistemologischen Voraussetzungen der Logik, das Wesen der mathematischen Logik und die Unterschiede zwischen der logischen Theorie und der mathematischen Praxis. Seine mathematische Logik behandelt die Aussagenlogik, Modallogik, Identitätslogik, syllogistische Logik, Prädikatenlogik zweiter Stufe, Modelltheorie und die Theorie der Zeichenketten – eine Disziplin, die allen Bereichen der Logik zugrunde liegt und die den wesentlichen Hintergrund für alle anderen seiner mathematischen Arbeiten liefert.
In der Philosophie der Mathematik wird Corcoran geleitet von einem nuancierten einschließenden Platonismus, der sich bemüht, allen Aspekten der mathematischen und logischen Erfahrung gerecht zu werden; dies schließt die Aspekte ein, die von konkurrierenden philosophischen Perspektiven wie dem Logizismus, Konstruktivismus, Deduktivismus und Formalismus betont werden.
Obwohl einige seiner philosophischen Arbeiten nur wenige historische oder mathematische Vorkenntnisse erfordern, betreffen seine historischen Arbeiten oft Originalfragen der Philosophie (z. B. sein Artikel Schemata) oder der Mathematik (z. B. sein 1980 in der Zeitschrift History and Philosophy of Logic erschienener Artikel Categoricity). Er hat die mathematische Dimension seiner Auffassung der Geschichte als „mathematische Archäologie“ bezeichnet. Seine philosophischen Arbeiten befassen sich oft mit der Geschichtswissenschaft. Dabei lässt er sich vom Aristotelischen Prinzip leiten, dass das Wesen moderner Gedanken manchmal am besten im Licht ihrer geschichtlichen Entwicklung verstanden werden kann. Diese Ansicht führt er auf Arthur Lovejoys „History of Ideas“-Programm an der Johns Hopkins University zurück, wozu er durch den amerikanischen Philosophen und Historiker Peter Hare ermutigt wurde.

## Weiteres Material über John Corcoran
Viele von Corcorans Veröffentlichungen haben Koautoren, und viele andere erkennen die Einbeziehung von Kollegen und Studenten explizit an. Corcoran betont nachdrücklich die wesentlich persönliche Natur allen echten Wissens, auch des logischen. Er betont ebenfalls die Bedeutung von Wissensgemeinschaften und den Vorteil jedes Einzelnen durch kritische Kooperation mit anderen Forschern. Eine Publikationsliste, vollständig bis zum Jahre 2000, erschien in der Zeitschrift History and Philosophy of Logic, Jahrgang 1999. Dieser Band enthält einen Übersichtsartikel von M. Scanlan und S. Shapiro “The Work of John Corcoran: An Appreciation”. Drei andere Artikel über sein Werk sind in dem Sammelband Current Topics in Logic and Analytic Philosophy, herausgegeben 2007 von der University of Santiago de Compostela Press, erschienen. Es handelt sich um die Beiträge
- “Corcoran the Mathematician” von S. Shapiro
- “Corcoran the Philosopher” von J. M. Sagüillo,
- “Corcoran in Spanish” von C. Martínez-Vidal

## Schriften
- Three Logical Theories. Philosophy of Science 36:1969. 153–177.
- Completeness of an Ancient Logic. Journal of Symbolic Logic 37: 1972. 696–702.
- Gaps Between Logical Theory and Mathematical practice. In Bunge, M., Ed. Methodological Unity of Science. Dordrecht: Kluwer. 1973. 23–50.
- Meanings of Implication, Dialogos 9 (1973) 59–76. Reprinted in R. Hughes, Ed., Philosophical companion to first order logic. Indianapolis: Hackett. 1993.Spanish translation by J. M. Saguillo Agora 5(1985) 279–294.
- Aristotle’s Natural Deduction System. In: J. Corcoran (Hrsg.), Ancient Logic and its Modern Interpretations. Dordrecht: Kluwer, 1974. 85–131.
- Remarks on Stoic Deduction. Ibid., 169–181.
- String Theory. Journal of Symbolic Logic 39 (1974) 625–37. With W. Frank, and M. Maloney.
- Logical Structures of Ockham’s Theory of Supposition. Franciscan Studies 38(1978) 161–83. With J. Swiniarski.
- Crossley on Mathematical Logic. Philosophia 8(1978) 79–94. Spanish translation by A. Garciadiego Mathesis X (1988) 133–150. With S. Shapiro.
- Categoricity. History and Philosophy of Logic 1(1980) 187–208.Reprinted in S. Shapiro, Ed., The Limits of Logic, Aldershot, England: Dartmouth Publishing Company. 1996.
- Boole’s Criteria of Validity and Invalidity. Notre Dame Journal of Formal Logic 21(1980) 609639. With S. Wood. Reprinted in J. Gasser, Ed. Boole Anthology. Dordrecht: Kluwer.2000.
- Introduction and analytical index. In Tarski, A. Logic, Semantics, Metamathematics. Second ed. Edited by J. Corcoran. Trans. J. H. Woodger. Indianapolis: Hackett. 1983.
- Contemporary Relevance of Ancient Logical Theory. Philosophical Quarterly 32(1982) 76–86. With M. Scanlan.
- Argumentations and Logic. Argumentation 3(1989) 17–43., Spanish translation by R. Fernandez and J. Sagüillo Agora 13/1 (1994) 27–55.
- Review of Alfred Tarski: Collected Papers. 4 Vols. Edited by S. Givant and R. McKenzie. Basel: Birkhäuser. 1986. In Mathematical Reviews 91h:01101, 2, 3,4. 1991.
- The Founding of Logic. Ancient Philosophy 14(1994) 9–24.
- Information-theoretic logic, in Truth in Perspective edited by C. Martínez, U. Rivas, L. Villegas-Forero, Ashgate Publishing Limited, Aldershot, England (1998) 113–135.
- Second-Order Logic. In the “Church Memorial Volume”, Logic, Meaning, and Computation: Essays in Memory of Alonzo Church edited by M. Zeleny and C.A. Anderson., Kluwer Publishing Company, Dordrecht, Holland. 1998.
- Aristotle’s Prior Analytics and Boole’s Laws of Thought. . History and Philosophy of Logic 24(2003) 261–288.
- Schemata: the Concept of Schema in the History of Logic. Bulletin of Symbolic Logic. 12 (2006) 219–40.
- C. I. Lewis: History and Philosophy of Logic. Transactions of the C. S. Peirce Society. 42 (2006)1–9.

## Ehrungen
- Festschrift: Doppelausgabe der Zeitschrift History and Philosophy of Logic 1999 (Eds. M. Scanlan and S. Shapiro);
- Exceptional Scholar Award der University of Buffalo 2002;
- Doctor h.c. der University of Santiago de Compostela (Spanien) 2003;
- Corcoran Symposium, University of Santiago de Compostela (Spanien) 2003.